# Дублинский метрополитен
Дублинский метрополитен (ирл. Metro Baile Átha Cliath, англ. Dublin Underground) — запланированная система линий метрополитена в Дублине (Ирландия). По первоначальному плану, принятому правительством Дублина в 2005 году, должны быть построены две линии метро, известные как «Метро Север» (ирл. Metro Thuaidh) и «Метро Запад» (ирл. An Metro Thiar). По состоянию на 2024 год строительство не начато.

## История

### Метро Север
Северная линия метрополитена должна пройти через весь город: от станции Парк Святого Стефана до аэропорта Дублина. По плану длина линии составит 17 километров с 14 станциями, пассажиропоток 20000 человек в час, поезда будут ходить каждые две минуты, в будущем возможно уменьшение интервала до полутора минут. В октябре 2017 года было объявлено, что строительство Северной линии начнётся в 2021 году и продлится 6 лет.

### Метро Запад
Существует два проекта западной линии дублинского метро. Наиболее вероятный проект был опубликован в 2007 году, по нему линия должна начинаться в районе Таллахт и следовать на запад города до станции Dardistown. Длина линии составляет 25 километров. Однако в 2016 году западная линия была исключена из разрабатываемой «Транспортной стратегии Дублина 2016—2035» и заменена новым проектом MetroLink.